# RIZIN.12
RWEDDINGS Presents RIZIN.12（アール・ウエディングス・プレゼンツ ライジン・トゥエルブ）は、日本の総合格闘技団体「RIZIN」の大会の一つ。
2018年8月12日に愛知県名古屋市愛知県体育館（ドルフィンズアリーナ）で開催された。

## 概要
2016年4月17日に開催されたRIZIN.1以来の名古屋での開催となる。地元・愛知県出身の日沖発や朝倉未来（2人とも初参戦）が出場した。

## 対戦カード
第1試合 キックボクシングルール 53.0kg契約ワンマッチ 3分3R
○  瀧谷渉太 vs.  佐藤執斗 ×
3R終了 判定3-0
第2試合 キックボクシングルール 70.0kg契約ワンマッチ 3分3R
○  松倉信太郎 vs.  奥山貴大 ×
2R 2:32 KO (右フック)
第3試合 キックボクシングルール 59.0kg契約ワンマッチ 3分3R
○  Ryuki vs.  直也 ×
3R終了 判定3-0
第4試合 女子MMAルール 53.0kg契約ワンマッチ（肘あり） 5分3R
○  村田夏南子 vs.  アンジェラ・アキーナ ×
2R 3:53 肩固め
第5試合 キックボクシングルール 65.0kg契約ワンマッチ 3分3R
○  海人 vs.  小川翔 ×
3R終了 判定3-0
第6試合 MMA特別ルール 120kg契約ワンマッチ（肘あり） 5分3R
○  ロッキー・マルティネス vs.  侍マーク・ハント ×
1R 3:39 TKO (スタンドパンチ連打)
第7試合 MMA特別ルール 66.0kg契約ワンマッチ（肘あり） 5分3R
×  日沖発 vs.  朝倉未来 ○
1R 3:45 TKO (左ハイキック→パウンド)
第8試合 キックボクシングルール 59.0kg契約ワンマッチ 3分3R
○  内藤大樹 vs.  般若HASHIMOTO ×
2R 1:53 TKO (3ノックダウン)
第9試合 女子MMAルール 65.0kg契約ワンマッチ（肘あり） 5分3R
×  KINGレイナ vs.  ケイトリン・ヤング ○
3R終了 判定0-3　
第10試合 MMA特別ルール 77.0kg契約ワンマッチ（肘あり） 5分3R
○  ストラッサー起一 vs.  住村竜市朗 ×
1R 4:59 肩固め
第11試合 MMA特別ルール 61.0kg契約ワンマッチ（肘あり） 5分3R
○  元谷友貴 vs.  祖根寿麻 ×
2R 4:32 リアネイキッドチョーク
第12試合 MMA特別ルール 70.0kg契約ワンマッチ 5分3R
×  矢地祐介 vs.  ルイス・グスタボ ○
2R 2:32 KO (右フック)　